# Ricardo Morenas de Tejada
Ricardo Morenas de Tejada y Pérez (provincia de Madrid, 1856-El Burgo de Osma, 1923) fue un político y arqueólogo español, diputado en las Cortes de la Restauración.

## Biografía
Hijo de Gregorio Morenas de Tejada, habría nacido el 8 de noviembre de 1856 en la provincia de Madrid. Obtuvo escaño de diputado a Cortes por el distrito soriano de Burgo de Osma en las elecciones de 1884. También llegó a desempeñar el cargo de gobernador civil de Pinar del Río. Morenas de Tejada, casado con Consuelo Martínez Asenjo, falleció en la finca de la Huerta de Santillán, perteneciente al Burgo de Osma, el 12 de enero de 1923. Era cuñado del también político Lamberto Martínez Asenjo y padre de Gonzalo Morenas de Tejada. Como arqueólogo intervino en excavaciones en las necrópolis de Uxama y Gormaz.